# René Préval
René Préval (Cap-Haïtien, 1943. január 17. – Port-au-Prince, 2017. március 3.) haiti politikus, miniszterelnök, elnök. Polgári foglalkozása mezőgazdász.

## Élete
1991 februárja és októbere között miniszterelnök volt. 1996 és 2001 között illetve 2006 és 2011 között Haiti elnöke volt. Ő volt az első választott elnök Haiti történelmében.